# Обиколка на Испания
Обиколката на Испания (на испански: Vuelta a España) е колоездачно състезание, най-важното в света след Обиколката на Франция и Обиколката на Италия. За пръв път е проведено през 1935 г. В ранните години от съществуването си състезанието е възпряно от Испанската гражданска война и Втората световна война, но от 1955 г. започва да се провежда ежегодно. След като набира престиж и популярност, Вуелтата е удължена и разширява обхвата си до цялото земно кълбо. От 1979 г. до 2014 г. събитието се организира и управлява от Unipublic, а след това контролът е поет съвместно с Amaury Sport Organisation. Основната група колоездачи се разширява от главно испански участници до състезатели от цял свят.
Докато маршрутът се променя всяка година, форматът на състезанието остава един и същ – поне две състезания по часовник, преминаване през Пиренеите и завършване в испанската столица Мадрид. Съвременното издание на Вуелтата е съставено от 21 целодневни етапа и 2 дни за почивка. При всички етапи се засича време, а след финиширане, времената на състезателите се събират с предходните им времена. Колоездачът с най-малко общо време е победител и надява червена фланелка. И докато генералното класиране се радва на най-много внимание, съществуват и други категории: класиране по точки за спринтьори, планинско класиране за катерачи, комбинирано класиране за многоетапници и отборно класиране за отбори.